# 齐乐镇
齐乐镇，是中华人民共和国四川省眉山市丹棱县下辖的一个乡镇级行政单位。2019年12月，撤销丹棱镇、石桥乡、双桥镇，设立齐乐镇，将原丹棱镇、原石桥乡和原双桥镇石河村、黄金村、宿场村、梅湾村、龙埂村、天宫村以及杨场镇狮子村所属行政区域划归齐乐镇管辖。

## 行政区划
齐乐镇下辖以下地区：
麻柳村、黄山村、袁山村和界牌村。